# Three Oaks (Florida)
Three Oaks es un lugar designado por el censo ubicado en el condado de Lee en el estado estadounidense de Florida. En el Censo de 2010 tenía una población de 3.592 habitantes y una densidad poblacional de 832,96 personas por km².

## Geografía
Three Oaks se encuentra ubicado en las coordenadas 26°28′24″N 81°47′48″O / 26.47333, -81.79667. Según la Oficina del Censo de los Estados Unidos, Three Oaks tiene una superficie total de 4.31 km², de la cual 4.16 km² corresponden a tierra firme y (3.6%) 0.16 km² es agua.

## Demografía
Según el censo de 2010, había 3.592 personas residiendo en Three Oaks. La densidad de población era de 832,96 hab./km². De los 3.592 habitantes, Three Oaks estaba compuesto por el 90.84% blancos, el 1.84% eran afroamericanos, el 0.08% eran amerindios, el 2.76% eran asiáticos, el 0% eran isleños del Pacífico, el 2.42% eran de otras razas y el 2.06% pertenecían a dos o más razas. Del total de la población el 12.89% eran hispanos o latinos de cualquier raza.